# Badia de Palma
Badia de Palma (hiszp. Bahía de Palma) – zatoka Morza Śródziemnego na Majorce w archipelagu Balearów, położona na południe od Palma de Mallorca.

## Sport
W Palma de Mallorca odbywają się coroczne regaty o trofeum Księżnej Sofii (ang. H. R. H. Princess Sofia Trophy) – jedne z największych regat żeglarskich w klasach olimpijskich organizowane w 2006 roku po raz 37. W 2006 roku zawody organizowane są w 13 klasach (m.in. 420, Europe, 470, Laser Radial, Laser, 49er). Zawody odbywają się w Badia de Palma koło Palma de Mallorca zazwyczaj w pierwszej połowie kwietnia.

## Niebezpieczne warunki pogodowe (kwiecień – czerwiec)
Wiatry z sektora południowy wschód – południowy zachód są częste w kwietniu, ale zmniejszają częstotliwość występowania wraz z przyjściem lata. W maju sztormowe wiatry są rzadkie. Wschodnie wiatry zazwyczaj oznaczają przyjście pochmurnej i deszczowej pogody, która może trwać do 3 dni. 
Cieplejsze dni oznaczają też możliwość wystąpienia bryzy morskiej. Mimo że bryza występuje w czasie ciepłych dni w zimie, to w kwietniu zaczyna być bardzo regularna. Wiatr ten nazywa się Embat i zazwyczaj zaczyna wiać w środku dnia. Siła wiatru wzrasta do 3-4 w skali Beauforta (od 7 do 16 węzłów) około późnego popołudnia. Opady są stałe od stycznia do maja. Ilość deszczu zmniejsza się znacznie w czerwcu. Mimo że burze zdarzają się, to są bardzo rzadkie (raz na rok). Mocne sztormowe wiatry północno-zachodnie zdarzają się w zimie, ale zanikają w maju. Maksymalna temperatura osiągana jest w czerwcu i wynosi 25,6 C (temp. minimalna w czerwcu wynosi 17,8 C).

### Lokalne przejawy niebezpiecznych warunków pogodowych

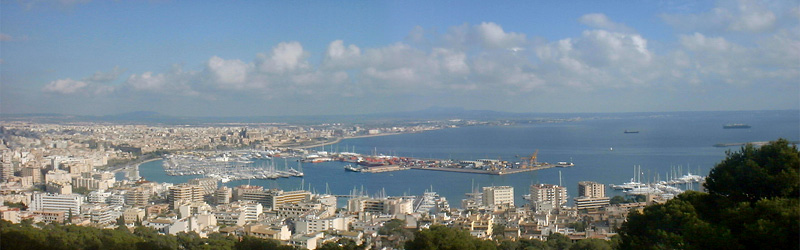
Widok na Badia de Palma na Majorce, Baleary, patrząc z Palma de Mallorca

- Niebezpieczna pogoda w porcie Palma de Mallorca jest tylko związana z wiatrami od południowego wschodu do południowego zachodu (zgodnie ze wskazówkami zegara). Mistral i bryza morska nie są istotnym problemem.
- Południowe wiatry i falowanie powodują wzrost poziomu wody w porcie, podczas gdy wiatry północne go obniżają. Kiedy poziom wody wzrasta, południowe wiatry mogą wiać przez najbliższe 5–6 godzin. Południowe wiatry mogą powodować fale o wysokości 3–4 m i zazwyczaj związane są z sirocco (lokalnie nazywanymi xaloc). Występują około 7 dni w roku. Wiatry o prędkości 20 węzłów powodują 1,5-metrową falę. Południowo-zachodnie wiatry (lokalnie nazywane vendaval) mogą być silne i zazwyczaj są związane z przejściem zimnego frontu. Mimo to niebezpieczeństwo dla statków w porcie jest małe.
- Północne wiatry obniżają poziom wody w porcie. Zazwyczaj są związane z dobrą widocznością. Mimo że północne wiatry są często związane z mistralem, nie ma problemów z kotwiczeniem w porcie Palma de Mallorca.
- Bryza morska i lądowa. Prędkość lokalnej bryzy (embat) może dojść do 3–4 węzłów późnym popołudniem. Ma wtedy kierunek południowy i zamiera po zachodzie słońca. W lecie wiatry na otwartym morzu są w 30% przypadków z południa lub z południowego zachodu (średnia prędkość około 8 węzłów). Oddziaływanie tego wiatru z bryzą morską może spowodować lokalne wiatry o prędkości do 16 węzłów przez około 4 godziny. Przepływ wielkoskalowy wiatru 10–12 węzłów powoduje fale 0,6 m po około 4 godzinach.

## Pływy i prądy
Nie ma istotnych prądów pływowych w zatoce Palma. Nie ma wpływu astronomicznego na pływy. Istnieje efekt barometryczny (ciśnienie), który zmienia poziom wody o około 15–20 cm. Wysokie ciśnienie powoduje zmniejszenie się poziomu wody, niskie ciśnienie zwiększa go.

## Bryza morska i lądowa
Bryza lądowa tworzy się w nocy i trwa do rana. Wiatry są słabe późnym ranem aż do powstania bryzy morskiej. Bryza lądowa od 3–4 w skali Beauforta (7–16 kt) powstaje przy szczytowaniu słońca (około 12). Trwa do zachodu słońca i potem szybko zamiera. Bryza morska nazywa się embat. Podczas oddziaływania ze wschodnimi wiatrami (levante) może się wzmacniać. Podobnie może się dziać w czasie południowych wiatrów. W pierwszym przybliżeniu można sobie wyobrazić, że wiatry bryzowe zbiegają się w środku wyspy.
- Z początku bryza zaczyna wiać wszędzie prostopadle i w kierunku do brzegu. Wiatry bryzowe są z początku (11–12) słabsze w środku zatoki i silniejsze przy brzegu. Bryza tworzy się przy słabym wietrze gradientowym.

- Rozwinięta bryza wieje z ustalonego kierunku, z tym że skręca zgodnie ze wskazówkami zegara w pierwszych godzinach (od 11 do 14) ze 195 (SSW) na 225 (SW) a nawet do 245 (WSW). Regaty odbywane na środku zatoki mają wiatry dość równomierne przestrzennie. Wiatry po zachodniej stronie zatoki mogą być pod wpływem przylądka Cap de Cala Figuera (południowy zachód).  Należy też zwracać uwagę na wpływ urwisk brzegowych po wschodniej stronie zatoki, gdzie prędkość wiatru może być większa.

Wiatry lokalne (nazwane): tramuntana (z północy), gregal (z północnego wschodu), llevant (ze wschodu), xaloc (z południowego wschodu), migjorn (z południa), llebeig (z południowego zachodu), ponent (z zachodu), mestral (z północnego zachodu).
- Mapy rozkładu wiatru na podstawie Atlas de les Illes Balears opracowanego przez Uniwersytet Wysp Balearskich. nibis.ni.schule.de. [zarchiwizowane z tego adresu (2016-03-04)]..
- Sea breeze convergence line in Mallorca Island: A satellite observation. C. Ramis i S. Alonso. Weather. 43. 288-293, 1988.

## Klimatologia
| 1971-2000     | sty  | lut  | mar  | kwi  | maj  | cze  | lip  | sie  | wrz  | paź  | lis  | gru  | ROK  |
| ------------- | ---- | ---- | ---- | ---- | ---- | ---- | ---- | ---- | ---- | ---- | ---- | ---- | ---- |
| Temp. max.[C] | 15,1 | 15,5 | 17,1 | 19,2 | 23,3 | 27,4 | 30,8 | 31,0 | 27,7 | 23,2 | 18,8 | 16,1 | 22,1 |
| Temp. min.[C] | 3,5  | 3,8  | 4,5  | 6,5  | 10,5 | 14,6 | 17,3 | 18,2 | 15,9 | 12,2 | 7,6  | 5,2  | 10,0 |
| Temp. wody    | 13,3 | 13,3 | 13,3 | 14,4 | 16,7 | 19,4 | 22,2 | 24,4 | 23,3 | 20,6 | 17,8 | 15,5 |      |
| Opad (mm)     | 36   | 32   | 28   | 34   | 27   | 16   | 7    | 16   | 48   | 68   | 48   | 46   | 410  |

Temperatura morza na wiosnę i w zimie mało się zmienia, podczas gdy temperatura minimalna powietrza w nocy jest często poniżej temperatury morza. To może powodować mgły. Na zachodzie Majorki znajdują się góry Serra de Tramuntana (najwyższe szczyty około 1400 m), w których opady są wyższe.